# Francisco de Paula Castro y Orozco
Francisco de Paula Castro y Orozco (Granada, 21 d'abril de 1809 – Madrid, 4 de maig de 1847) va ser un jurista i polític espanyol, marquès de Girona i ministre durant la minoria d'Isabel II d'Espanya.

## Biografia
Llicenciat en Dret per la Universitat de Granada, va ser professor a la mateixa universitat. Durant la regència de Maria Cristina en nom d'Isabel II va ser ministre de Gracia i Justícia en 1837. Partidari de la mare de la reina, va ser apartat quan Espartero va assumir la regència i no va tornar a l'activitat pública fins a 1844 quan va ser escollit diputat al Congrés, ocupant la presidència de la Cambra en tres períodes fins a 1847. També va ser magistrat del Tribunal Suprem de Guerra i Marina.